# 揚工舎
株式会社揚工舎（ようこうしゃ）は、日本の東京都板橋区に本社を置く介護サービス事業者。
有料老人ホーム、デイサービス、居宅介護支援、訪問介護等の介護サービス事業のほか、介護資格取得のための教育事業、ならびに介護人材の派遣・紹介事業を行う。東京証券取引所TOKYO PRO Market上場（証券コード：6576）。

## 概要
理学療法士であった伊藤進が2003年6月、東京都豊島区に資本金1,000万円にて介護事業を目的として設立。東京都を中心にデイサービス事業、在宅サービス事業を展開し、M&Aにより2010年に有料老人ホーム事業を開始した。
その後も事業を拡大し、2014年に東京都板橋区に本社を移転、2015年には資本金を4250万円に増資し教育事業を開始、2017年には人材派遣・紹介事業を開始し、2018年に東京証券取引所TOKYO PRO Market上場を果たしている。

## 沿革[3]
- 2003年
  - 6月 - 東京都豊島区に資本金1000万円にて介護事業を目的とした株式会社揚工舎を設立。
  - 8月 - 東京都板橋区に「デイサービス ヨウコー」（現「デイサービス ヨウコー板橋」）を開設し、デイサービス事業を開始。
- 2004年
  - 6月 - 東京都豊島区に「ヨウコー 板橋ケアステーション」を開設し、在宅サービス事業を開始。
- 2005年
  - 4月 - 福祉用具貸与・販売サービスを開始。
- 2006年
  - 3月 - 東京都板橋区に「デイサービス ヨウコー栄町」を開設。
  - 12月 - 東京都文京区に「デイサービス ヨウコー駒込」を開設。
- 2007年
  - 9月 - 東京都北区に「デイサービス ヨウコー十条」を開設。
- 2009年
  - 7月 - 東京都新宿区に「デイサービス ヨウコー早稲田」を開設。
  - 12月 - 東京都台東区に「デイサービス ヨウコー御徒町」を開設。
- 2010年
  - 3月 - 事業譲受により東京都豊島区の介護付有料老人ホームを取得し、同施設の名称を「ヨウコーキャッスル」（現「ヨウコーキャッスル巣鴨」）として有料老人ホーム事業の開始。
- 2011年
  - 3月 - 東京都荒川区に「デイサービス ヨウコー町屋」を開設。
  - 6月 - 東京都墨田区に「デイサービス ヨウコー錦糸町」を開設。
  - 12月 - 東京都葛飾区に「デイサービス ヨウコー新小岩」を開設。
- 2012年
  - 9月 - 東京都杉並区に「デイサービス ヨウコー高井戸」を開設。(2021年1月閉鎖)
  - 10月 - 介護付有料老人ホームを運営する東京都足立区の有限会社ハートセンターの株式100％を取得し、株式会社ヨウコーフォレスト（現株式会社ヨウコーフォレスト竹の塚）として子会社化。同社運営の施設の名称を「ヨウコーフォレスト」（現「ヨウコーフォレスト竹の塚」）として事業を開始。
- 2013年
  - 7月 - 東京都目黒区に「デイサービス ヨウコー中目黒」を開設。
  - 8月 - 介護付有料老人ホームを運営する神奈川県高座郡寒川町のサンリバティー株式会社の株式100％を取得し、株式会社ヨウコーフォレスト湘南として子会社化。同社運営の施設の名称を「ヨウコーフォレスト湘南」として事業を開始。
- 2014年
  - 3月 - 東京都板橋区板橋に本社、「ヨウコー 板橋ケアステーション」及び「デイサービス ヨウコー板橋」を移転（本社ビル取得）。
  - 3月 - 子会社株式会社ヨウコーフォレストを商号変更し、株式会社ヨウコーフォレスト竹の塚とする。
  - 6月 - 埼玉県さいたま市南区に「デイサービス ヨウコー武蔵浦和」を開設。(2017年9月閉鎖)
  - 9月 - 株式会社ケアさくらの事業全部を当社が譲受け、「ヨウコー 成増ケアステーション」を開設。
- 2015年
  - 3月 - 資本金を4250万円に増資。
  - 6月 - 住宅型有料老人ホーム及び訪問介護ステーションを運営する東京都板橋区の有限会社シャロームの株式100％を取得し、株式会社ヨウコーフォレスト西台として子会社化。同社運営の施設の名称を「ヨウコーフォレスト西台」として事業を開始。
  - 12月 - 株式会社アイ・ヘルパー・ジャパンから「アイ・ヘルパースクール」の営業権を譲受け、教育事業を開始。
- 2016年
  - 1月 - 株式会社アイ・ヘルパー・ジャパンから「アイ・ヘルパーステーション」の営業権を譲り受ける。
  - 3月 - 「アイ・ヘルパースクール」を「ヨウコーケアカレッジ西川口校」に名称変更。
  - 3月 - 「アイ・ヘルパーステーション」を「ヨウコー 西川口ケアステーション」に名称変更。
子会社である株式会社ヨウコーフォレスト湘南が事業譲受により神奈川県綾瀬市の介護付有料老人ホームを取得し、同施設の名称を「ヨウコーキャッスル綾瀬」として事業を開始。
  - 4月 - 事業の選択と集中を図るため、「ヨウコー 西川口ケアステーション」を閉鎖。
  - 9月 - 事業の選択と集中を図るため、「ヨウコー 成増ケアステーション」を「ヨウコー 板橋ケアステーション」に統合。
- 2017年
  - 7月 - 「ヨウコーケアカレッジ西川口校」を本社ビルに移転し、「ヨウコーケアカレッジ板橋本校」として事業を開始。
  - 7月 - 子会社である株式会社ヨウコーフォレスト竹の塚が事業譲受により東京都大田区の住宅型有料老人ホーム及び訪問介護ステーションを取得し、同施設の名称を「ヨウコーフォレスト西馬込」として事業を開始。
  - 12月 - 東京都板橋区に「ヨウコーほっとスタッフ」を開設し、人材派遣・紹介事業を開始。
- 2018年
  - 4月 - 東京証券取引所 TOKYO PRO Market へ上場。
  - 7月 - 人材派遣・紹介事業を展開する東京都千代田区の株式会社ピィーアンドエィ（現株式会社ヨウコーほっとスタッフ）の株式100％を取得し、子会社化。
  - 11月 - 子会社である株式会社ピィーアンドエィ（現株式会社ヨウコーほっとスタッフ）が千葉県千葉市中央区の株式会社ビーワンコーポレーションから人材派遣・紹介事業を譲り受ける。同時に、同社を商号変更し、株式会社ヨウコーほっとスタッフとする。
- 2019年
  - 5月 - 介護付有料老人ホームを運営する千葉県館山市の株式会社光風苑の株式100％を取得し、株式会社ヨウコーフォレスト館山として子会社化。同社運営の施設の名称を「ヨウコーフォレスト館山」として事業を開始。
  - 7月 - 事業譲受により東京都小平市の介護付有料老人ホームを取得し、同施設の名称を「ヨウコーフォレスト花小金井」として事業を開始。
- 2020年
  - 3月 - 子会社である株式会社ヨウコーほっとスタッフが東京都新宿区の株式会社木下キャリアサポートから人材派遣・紹介事業を譲り受ける。
  - 8月 - 介護付有料老人ホームを運営する東京都青梅市の有限会社ケアクリエイトの株式100％を取得し、株式会社ヨウコーフォレスト河辺として子会社化。
- 2021年
  - 1月 - 「デイサービス ヨウコー高井戸」の賃貸借契約の合意解除に伴い、同事業所を閉鎖。
  - 3月 - 福祉用具貸与・販売事業を展開する東京都荒川区の有限会社ケア・フレンドの株式100％を取得し、子会社化。[4]
  - 6月 - 介護付有料老人ホーム及びデイサービスを運営する東京都三鷹市の有限会社まんまるの株式100％を取得し、株式会社ヨウコーキャッスル三鷹として子会社化。
- 2022年
  - 8月 - 有限会社ケア・フレンドを商号変更し、株式会社ヨウコーほっとフレンドとする。
- 2023年
  - 1月 - 人材派遣・紹介事業を展開する株式会社アルティーユスタッフの株式100％を取得し、株式会社ヨウコースタッフとして子会社化。
  - 4月 - 株式会社ヨウコーキャッスル三鷹を株式会社ヨウコーフォレスト竹の塚に吸収合併。
  - 4月 - 株式会社ヨウコーフォレスト河辺を株式会社ヨウコーフォレスト湘南に吸収合併。
  - 5月 - 株式譲受により有限会社トータルケア陽だまり（現株式会社ヨウコーフォレスト相模沼田）を子会社化。同社運営の施設・サービスの名称を「ヨウコーフォレスト相模沼田WEST」、「ヨウコーフォレスト相模沼田EAST」、「デイサービス ヨウコー相模沼田WEST」、「ヨウコー相模沼田WEST 訪問介護」として事業を開始。
  - 7月 - 子会社である株式会社ヨウコーフォレスト西台が事業譲受により東京都北区のサービス付き高齢者向け住宅及び訪問介護ステーションを取得し、同施設の名称を「ヨウコーフォレスト北赤羽」として事業を開始。
  - 11月 - 株式会社揚工舎が事業譲受により埼玉県川口市の介護付有料老人ホーム及び小規模多機能型居宅介護事業所を取得し、同施設の名称を「ヨウコーキャッスル鳩ヶ谷」及び「ヨウコーキャッスル鳩ヶ谷ヴィラ」として事業を開始。[5]
- 2024年
  - 4月 - 株式会社ヨウコーほっとスタッフを株式会社揚工舎に吸収合併。[6]
- 2025年

　　7月　株式会社クラブツーリズム・ライフケアサービスの株式を取得

## グループ会社・事業所
| 会社                               | 事業所                            | 所在地               |
| ---------------------------------- | --------------------------------- | -------------------- |
| 株式会社揚工舎                     | 本社                              | 東京都板橋区         |
| 株式会社揚工舎                     | ヨウコー キャッスル巣鴨           | 東京都豊島区         |
| 株式会社揚工舎                     | ヨウコー フォレスト花小金井       | 東京都小平市         |
| 株式会社揚工舎                     | ヨウコー キャッスル鳩ヶ谷         | 埼玉県川口市         |
| 株式会社揚工舎                     | ヨウコー キャッスル鳩ヶ谷ヴィラ   | 埼玉県川口市         |
| 株式会社揚工舎                     | デイサービス ヨウコー栄町         | 東京都板橋区         |
| 株式会社揚工舎                     | デイサービス ヨウコー駒込         | 東京都文京区         |
| 株式会社揚工舎                     | デイサービス ヨウコー十条         | 東京都北区           |
| 株式会社揚工舎                     | デイサービス ヨウコー早稲田       | 東京都新宿区         |
| 株式会社揚工舎                     | デイサービス ヨウコー御徒町       | 東京都台東区         |
| 株式会社揚工舎                     | デイサービス ヨウコー町屋         | 東京都荒川区         |
| 株式会社揚工舎                     | デイサービス ヨウコー錦糸町       | 東京都墨田区         |
| 株式会社揚工舎                     | デイサービス ヨウコー新小岩       | 東京都葛飾区         |
| 株式会社揚工舎                     | デイサービス ヨウコー中目黒       | 東京都目黒区         |
| 株式会社揚工舎                     | ヨウコー 板橋ケアステーション     | 東京都板橋区         |
| 株式会社揚工舎                     | ヨウコーケアカレッジ板橋本校      | 東京都板橋区         |
| 株式会社ヨウコーフォレスト竹の塚   | ヨウコー フォレスト竹の塚         | 東京都足立区         |
| 株式会社ヨウコーフォレスト竹の塚   | ヨウコー フォレスト西馬込         | 東京都大田区         |
| 株式会社ヨウコーフォレスト竹の塚   | ヨウコー キャッスル三鷹           | 東京都三鷹市         |
| 株式会社ヨウコーフォレスト竹の塚   | デイサービス ヨウコー三鷹         | 東京都三鷹市         |
| 株式会社ヨウコーフォレスト湘南     | ヨウコー フォレスト湘南           | 神奈川県高座郡寒川町 |
| 株式会社ヨウコーフォレスト湘南     | ヨウコー キャッスル綾瀬           | 神奈川県綾瀬市       |
| 株式会社ヨウコーフォレスト湘南     | ヨウコー フォレスト河辺           | 東京都青梅市         |
| 株式会社ヨウコーフォレスト西台     | ヨウコー フォレスト西台           | 東京都板橋区         |
| 株式会社ヨウコーフォレスト西台     | ヨウコー フォレスト北赤羽         | 東京都北区           |
| 株式会社ヨウコーフォレスト西台     | デイサービス ヨウコー板橋         | 東京都板橋区         |
| 株式会社ヨウコーフォレスト館山     | ヨウコー フォレスト館山           | 千葉県館山市         |
| 株式会社ヨウコーフォレスト相模沼田 | ヨウコー フォレスト相模沼田WEST   | 神奈川県南足柄市     |
| 株式会社ヨウコーフォレスト相模沼田 | デイサービス ヨウコー相模沼田WEST | 神奈川県南足柄市     |
| 株式会社ヨウコーフォレスト相模沼田 | ヨウコー フォレスト相模沼田EAST   | 神奈川県小田原市     |
| 株式会社ヨウコーほっとフレンド     |                                   | 東京都荒川区         |
| 株式会社ヨウコースタッフ           |                                   | 東京都板橋区         |